# Puig dels Pruners
Puig dels Pruners är en bergstopp i Spanien.   Den ligger i regionen Katalonien, i den östra delen av landet, 600 km öster om huvudstaden Madrid. Toppen på Puig dels Pruners är 834 meter över havet, eller 132 meter över den omgivande terrängen. Bredden vid basen är 1,7 km.
Terrängen runt Puig dels Pruners är huvudsakligen lite bergig. Puig dels Pruners ligger uppe på en höjd som går i öst-västlig riktning. Runt Puig dels Pruners är det glesbefolkat, med 16 invånare per kvadratkilometer. Närmaste större samhälle är Llers, 17,2 km sydost om Puig dels Pruners. I omgivningarna runt Puig dels Pruners växer i huvudsak blandskog.